# بچه‌های جسور
بچه‌های جسور فیلمی به کارگردانی حجت‌الله سیفی و نویسندگی حجت‌الله سیفی و شهناز ارسالی محصول سال ۱۳۹۱ است.
این فیلم در تاریخ ۶ بهمن ۱۳۹۵ در سینماهای ایران اکران شده است.

## بازیگران
- رضا ایرانمنش
- لیلا بوشهری
- مهرداد فلاحتگر
- رؤیا حمزه لوئی
- محمد بزرگمهر